# Gmina Lasinja
Gmina Lasinja (chorw. Općina Lasinja) – gmina w Chorwacji, w żupanii karlowackiej. W 2011 roku liczyła  1624 mieszkańców.